# Plakarthrium typicum
Plakarthrium typicum är en kräftdjursart som beskrevs av Charles Chilton 1883. Plakarthrium typicum ingår i släktet Plakarthrium och familjen Plakarthriidae.
Artens utbredningsområde är havet kring Nya Zeeland. Inga underarter finns listade i Catalogue of Life.